# Комов, Александр Тимофеевич
Александр Тимофеевич Комов (род. 1946) — доктор технических наук, профессор. Заведующий кафедрой Общей физики и ядерного синтеза Московского энергетического института, директор института тепловой и атомной энергетики Московского энергетического института. Заслуженный профессор НИУ «МЭИ», Почётный деятель науки города Москвы.

## Биография
Александр Тимофеевич Комов родился 23 августа 1946 года.
В 1974 году успешно окончил Московский энергетический институт. Получил специальность «Промышленная теплоэнергетика». Учился в аспирантуре.
В 1979 году защитил кандидатскую диссертацию. В 2000-м году защитил докторскую диссертацию на тему: «Теплообмен в приёмниках пучков термоядерных установок с высокой плотностью энергии». Получил учёную степень доктора технических наук.
С 1972 года работает в МЭИ на должностях: старшего, ведущего инженера кафедры тепломассообменных промышленных установок. С 1975 года работал на кафедре криогенной техники. С 1981 года работал ассистентом, доцентом кафедры «Физика-2». С 1986 по 1998 год — заместитель заведующего кафедрой по общим вопросам и научной работе. С апреля 1998 года по 2013 год — заведующим кафедрой Общей физики и ядерного синтеза. С 2007 по 2013 год — директор института ИТАЭ.

## Научная деятельность
Область научных интересов: кризис теплообмена, теплообмен при фазовых переходах, ускорение теплообмена. А. Т. Комов изучил закономерности теплообмена при фазовых переходах, при высоких удельных тепловых нагрузках. В институте под его руководством был создан стенд для изучения теплообмена в теплонапряжённых узлах термоядерных реакторов. В 1988 году, созданный под руководством учёного стенд «Электричество и магнетизм» был награждён серебряной медалью ВДНХ СССР.
Александр Тимофеевич Комов является автором около 200 научных работ, включая 40 учебных пособий.

### Труды
- Описание экспериментальной установки по измерению температурных полей, возникающих в образцах при воздействии электронных пучков. / А. П. Касаткин, А. Т. Комов, С. В. Скородумов, Ю. И. Селин, Ю. И. Павлов // Типография Моск. энерг. ин-та. Инженерные и физические проблемы термоядерной энергетики, 1992. Вып. 657. С. 458.
- Автоматизированная система сбора и обработки экспериментальных данных на теплофизическом стенде по определению критических тепловых нагрузок на фрагменте приёмников пучков токамака Т-15. / А. П. Касаткин, А. Т. Комов, С. В. Скородумов, Ю. И. Селин // Вопросы атомной науки и техники. Сер. Термоядерный синтез, 1993. Вып. 1-2. С. 60.
- Анализ условий теплосъёма в приёмнике сильноточного пучка при импульсном одностороннем обогреве / А. С. Барашков, А. Т. Комов. // Вестник МЭИ, 1996. С. 53-55.

## Награды и звания
- Знак «За отличные успехи в работе».
- Медали «За трудовое отличие», «850-летие Москвы».
- «Почётный деятель науки г. Москвы» (2005).